# Охаба-Митнік
Охаба-Митнік (рум. Ohaba-Mâtnic) — село у повіті Караш-Северін в Румунії. Входить до складу комуни Копечеле.
Село розташоване на відстані 336 км на захід від Бухареста, 23 км на північний схід від Решиці, 73 км на південний схід від Тімішоари.

## Населення
За даними перепису населення 2002 року у селі проживали 274 особи, з них 270 осіб (98,5%) румунів. Рідною мовою 270 осіб (98,5%) назвали румунську.